# Saint-Benoît-Labre
Saint-Benoît-Labre es un municipio canadiense situado en la provincia de Quebec.

## Superficie
Saint-Benoît-Labre tiene una superficie de 85,65 km².

## Demografía
En 2021, tenía 1617 habitantes, una densidad poblacional de 18,9 hab./km², y 820 viviendas.